# House of Cards (sèrie de televisió de 2013)
|  | Aquest article tracta sobre House of Cards. Vegeu-ne altres significats a «House of Cards». |

House of Cards és una sèrie dramàtica estatunidenca creada i produïda per Beau Willimon. És una adaptació de la mini-sèrie britànica amb el mateix nom basada en la novel·la de Michael Dobbs i emesa per la BBC el 1990. Compta amb les actuacions de Kevin Spacey, Robin Wright i Kate Mara. La primera temporada completa es va estrenar l'1 de febrer del 2013 en el servei de streaming Netflix. El 27 de febrer de 2015 es va estrenar en bloc la tercera temporada.
Als Primetime Emmy Awards de 2013 va estar nominada a nou categories de les quals va guanyar tres premis, incloent a la millor direcció i millor guió. El 2014 va aconseguir 13 nominacions, però només va guanyar a una categoria. També ha rebut dos Globus d'or al Milor actor i Millor actriu d'una sèrie de drama per Kevin Spacey i Robin Wright respectivament.

## Repartiment
- Kevin Spacey com Francis Frank J. Unerwood congressista americà graduat a la Harvard Law School. És un representant demòcrata del 5è districte congressual de Carolina del Sud i cap de la Disciplina de la Majoria a la Cambra de Representants. El personatge “trenca” amb freqüència la quarta paret per parlar amb l'espectador i treure la seva vessant més sincera. Curiosament, tot i ser el protagonista és un dels personatges més malignes de la sèrie.
- Robin Wright com Claire Underwood, dona de Francis Underwood. Directora de Clean Water Initiative, una organització ambiental sense ànim de lucre. És la millor aliada del protagonista en els seus plans. És falsa, cruel i sense cor.
- Kate Mara com Zoe Barnes, periodista del diari The Washington Herald i posteriorment del Slugline
- Corey Stoll com Peter Russo, congressista americà, representant demòcrata del 1r districte congressual de Pennsilvània
- Michael Kelly com Doug Stamper, cap de Personal i mà dreta de Francis Underwood
- Sakina Jaffrey com a Linda Vázquez, cap de Gabinet de la Casa Blanca
- Michael Gill com a Garret Walker, President dels Estats Units

## Sinopsi
El congressista estatunidenc Francis Underwood i la seva dona Claire no es detindran davant de res per aconseguir els seus propòsits. La història d'aquest drama polític s'endinsa en un món ple d'avarícia, sexe i corrupció a la ciutat de Washington.

## Temporades
Primera temporada

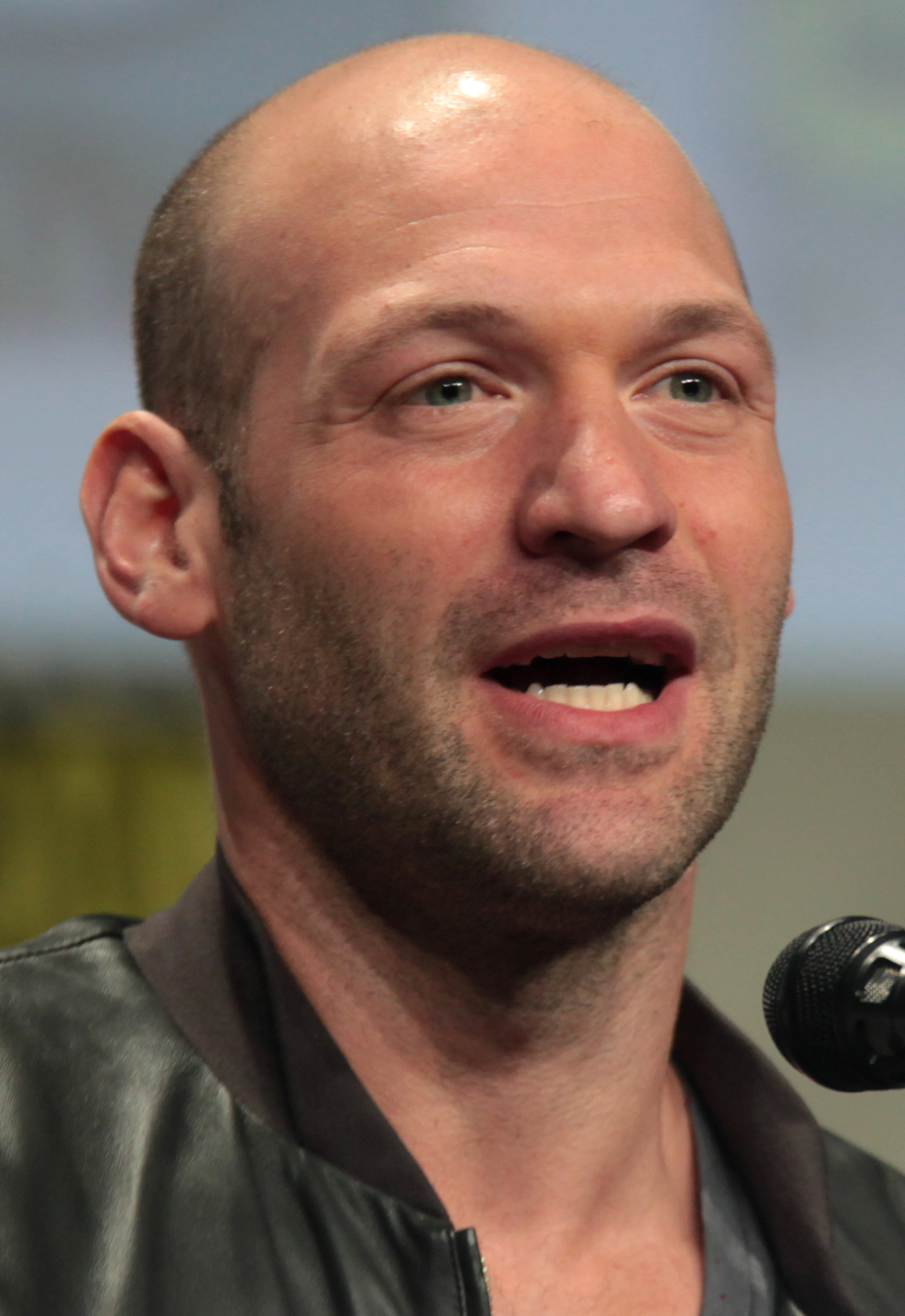
Corey Stoll a la Comic Con de San DIego 2014

Frank Underwood és un Congressista Demòcrata ambiciós i Cap de la Majoria. Després d'haver guanyat les eleccions presidencials, el recent escollit President dels Estats Units Garret Walker l'informa, a través de Linda Vázquez, que l'acord per nombrar-lo Secretari d'estat no podrà efectuar-se. Frank, sentint-se traït comença a elaborar una estratègia, conjuntament amb la seva esposa Claire, en contra de Walker. Per aconseguir els seus objectius utilitzarà el poder que té per manipular al Congressista Peter Russo i coneixerà a Zoe Barnes, una jove periodista desesperada per créixer ràpidament dins del diari The Washington Herald.
Segona temporada
Com a nou Vicepresident dels Estats Units, Frank es disposa a esborrar totes les pistes que el connecten amb la mort de Peter Russo, sense deixar de banda les seves responsabilitats creixents. A mesura que els problemes creixen, Underwood s'adona que pot anar guanyant poder i anar resolent-los.
Tercera temporada
La renúncia de Walker provoca que Frank Underwood es converteixi en el nou President dels Estats Units, però amb una popularitat molt menor que el seu antecessor. Frank haurà de recórrer a qualsevol ajuda per mantenir-se en el poder i confrontar-se amb el seu propi partit. El President tornarà a rebre l'ajuda de Remy Danton, de Seth i de Doug, que es recupera de l'atac que està a punt de costar-li la vida. En aquesta temporada s'aborden conflictes actuals com el d'Israel i Palestina, la lluita contra la Gihad i els problemes d'occident amb Rússia.

## Premis
| Primetime Emmy Awards |                                                            |                                 |           |
| Any                   | Categoria                                                  | Nominació                       | Resultat  |
| 2013                  | Millor actriu en una sèrie dramàtica                       | Robin Wright                    | Nominada  |
| 2013                  | Millor actor en una sèrie dramàtica                        | Kevin Spacey                    | Nominat   |
| 2013                  | Millor música de tema de títol                             | House of Cards                  | Nominada  |
| 2013                  | Millor disseny de títol                                    | Jeff Beal (capítol 1)           | Nominat   |
| 2013                  | Millor sèrie dramàtica                                     | House of Cards                  | Nominada  |
| 2013                  | Millor fotografia d'una sola càmara en una sèrie dramàtica | Eigil Bryld (capítol 1)         | Guanyador |
| 2013                  | Millor repariment en una sèrie dramàtica                   | Laray Mayfield, Julie Schubert  | Guanyador |
| 2013                  | Millor direcció en una sèrie dramàtica                     | David Fincher (capítol 1)       | Guanyador |
| 2014                  | Millor sèrie dramàtica                                     | House of cards                  | Nominat   |
| 2014                  | Millor actor en una sèrie dramàtica                        | Kevin Spacey                    | Nominat   |
| 2014                  | Millor actriu en una sèrie dramàtica                       | Robin Wrigth                    | Nominat   |
| 2014                  | Millor actor de repartiment a una sèrie dramàtica          | Reg E. Cathey                   | Nominat   |
| 2014                  | Millor actriu de repartiment a una sèrie dramàtica         | Kate Mara                       | Nominat   |
| 2014                  | Millor direcció a una sèrie dramàtica                      | Carl Franklin                   | Nominat   |
| 2014                  | Millor guió en una sèrie dramàtica                         | Beau Willimon                   | Nominat   |
| 2014                  | Millor fotografia d'una sola càmara en una sèrie dramàtica | Igor Martinovic                 | Nominat   |
| 2014                  | Millor repartiment en una sèrie dramàtica                  | Laray Mayfield i Julie Schubert | Nominat   |

| Glòbus d'Or |                                                            |                |            |
| Any         | Categoria                                                  | Nominació      | Resultat   |
| 2013        | Millor actriu de sèrie - Drama                             | Robin Wright   | Guanyadora |
| 2013        | Millor actor de sèrie - Drama                              | Kevin Spacey   | Nominat    |
| 2013        | Millor actor de repartiment de sèrie, minisèrie o telefilm | Corey Stoll    | Nominat    |
| 2013        | Millor sèrie - Drama                                       | House of Cards | Nominada   |
| 2014        | Millor actriu de sèrie - Drama                             | Robin Wright   | Nominada   |
| 2014        | Millor actor de sèrie - Drama                              | Kevin Spacey   | Guanyador  |
| 2014        | Millor sèrie - Drama                                       | House of Cards | Nominada   |